# كينشي كينيتشي
كينشي كينيتشي ‏ (1 يوليو 1931 في طوكيو - 23 فبراير 2019 ) عالم اجتماع، وأستاذ جامعي من اليابان.

## الجوائز
- صاحب الاستحقاق الثقافي  [لغات أخرى]‏